# Catarhoe multilineata
Catarhoe multilineata là một loài bướm đêm trong họ Geometridae.